# Lorenz Engell
Lorenz Engell (* 28. Januar 1959 in Düsseldorf) ist ein deutscher Medienwissenschaftler und Professor für Medienphilosophie an der Fakultät Medien der Bauhaus-Universität Weimar. Er war von 2008 bis 2020 Direktor des Internationalen Kollegs für Kulturtechnikforschung und Medienphilosophie in Weimar. Seine Forschungsinteressen liegen im Bereich der Philosophie des Fernsehens, der Filmphilosophie und der Medienanthropologie.

## Leben
Engell studierte von 1977 bis 1982 Theater-, Film- und Fernsehwissenschaft, Romanistik und Kunstgeschichte an der Universität zu Köln. 1988 wurde er mit einer Arbeit zu zeitlichen Konzepten des Fernsehens bei Renate Möhrmann promoviert. 1993 folgte seine Habilitationsschrift, die eine theoretische und von der Systemtheorie inspirierte Auseinandersetzung mit Filmgeschichte und -Geschichtsschreibung ist. Im selben Jahr wurde er Professor für Wahrnehmungslehre, Geschichte und Theorie der Kommunikation und der Medien, Fakultät Gestaltung, der Hochschule für Architektur und Bauwesen, Weimar. Maßgeblich unter seiner Leitung und mit ihm als Dekan wurde 1996 die Fakultät Medien an der mittlerweile in Bauhaus-Universität Weimar umbenannten Hochschule gegründet. Im Jahr 2001 wurde er dort auf die neu eingerichtete Professur für Medienphilosophie berufen. Von 2008 bis 2020 war er gemeinsam mit Bernhard Siegert Direktor des IKKM. Zudem wurde er 2012 zum Ehrensenator der Hochschule für Fernsehen und Film München ernannt.

## Werk
Lorenz Engell gehört zur ersten Generation von Wissenschaftlern in Deutschland, die eine geisteswissenschaftliche Medienwissenschaft nicht im Rahmen anderer Fächer, sondern als Fach eigenen Rechts betreiben. Dabei gilt seine Aufmerksamkeit vor allem Film und Fernsehen. In Bezug auf das Kino hat er in enger Anlehnung an die Systemtheorie Niklas Luhmanns und die Filmphilosophie Gilles Deleuzes maßgebliche Beiträge zu einer Theorie des Films als intelligibler Apparatur geliefert (neben zahlreichen Aufsätzen vor allem Bilder des Wandels, Weimar 2003 und Bilder der Endlichkeit, Weimar 2005). Film wird von ihm dabei nicht in erster Linie als ein Medium der Repräsentation begriffen. Stattdessen geht Engell von einer Kraft des Filmes zur Reflexion seiner selbst und zur Schaffung und Präsentation spezifischer Zeitverhältnisse aus.
Darüber hinaus hat Engell das Konzept verteilter Handlungsmacht für die Filmtheorie fruchtbar gemacht, wie es im Kontext der Akteur-Netzwerk-Theorie (ANT) entwickelt wurde. Auf ihn geht die Konturierung des Begriffs der kinematographischen Agentur zurück. Damit wird der Film als ein Feld beschrieben, in dem sich Handlung im Zusammenspiel von menschlichen und nichtmenschlichen Akteuren produziert (Engell zitiert dafür den klassischen Slapstick-Film). Zugleich, und das unterscheidet ihn von anderen ähnlichen Feldern, macht der Film genau diese Vorgänge beobachtbar und beobachtet sie selbst.
Im Bereich der Fernsehtheorie gehört Lorenz Engell zu den wenigen Wissenschaftlern, die das Fernsehen jenseits von Rezipientenforschung und Kulturkritik als ein Medium eigenen Rechts zu begreifen. Bereits seine Dissertationsschrift Vom Widerspruch zur Langeweile untersucht das Fernsehen als philosophische Apparatur, die gängige Konzepte von Sinn, Logik und Zeitlichkeit in Frage stellt. In den vergangenen Jahren hat Engell unter dem Begriff des „Schaltbildes“ eine umfassende Medienphilosophie des Fernsehens entwickelt, die von der Schaltung als der grundlegenden medialen Operation des Fernsehens ausgeht (z. B. Einschalten, Abschalten, Umschalten). Aus der Operation der Schaltung ergeben sich für Engell die technischen, ästhetischen und ontologischen Besonderheiten des Fernsehbildes, etwa die Serialität, die Wiederholung und das Live.
In jüngerer Zeit widmet sich Engell verstärkt dem Forschungsfeld der Medienanthropologie. Dabei begreift er Menschen und Medien nicht als getrennte Entitäten, sondern – im Anschluss an die Medienphilosophin Christiane Voß – als unauflöslich miteinander verschränkte „anthropomediale Relationen“. Insbesondere das Fernsehen und der Film können Engell zufolge als Kopplungen von Menschen und Medien beschrieben werden. Im Akt des Fernsehen etwa wirken Zuschauer und Fernsehbild gegenseitig aufeinander ein und bilden eine dynamische Wahrnehmungs- und Handlungseinheit. Seinen medienanthropologischen Ansatz entwickelt Engell in enger Auseinandersetzung mit den Medienphilosophen Marshall McLuhan und Günther Anders.
Ein weiteres aktuelles Forschungsprojekt kreist um das – gemeinsam mit Bernhard Siegert am IKKM entwickelte – Konzept der operativen Ontologien. Es geht von der These aus, dass alles, was in der Welt vorkommt, durch bestimmte Operationen hervorgebracht werden muss. Dabei interessiert sich Engell vor allem für das (Auf)schreiben und Verzeichnen als ontologische Operationen, wie er unter dem Begriff der Ontographie ausgeführt hat.

## Publikationen (Auswahl)
Monographien:
- Vom Widerspruch zur Langeweile. Logische und temporale Begründungen des Fernsehens. Peter Lang, Frankfurt/M. u. a. 1989, ISBN 3-631-41789-6
- Der gedachte Krieg. Wissen und Welt der Globalstrategie. Raben, München 1989, ISBN 3-922696-63-5
- Sinn und Industrie. Einführung in die Filmgeschichte. Campus, Frankfurt/M. 1992, ISBN 3-593-34725-3
- Das Gespenst der Simulation. Ein Beitrag zur Überwindung der „Medientheorie“ durch Analyse ihrer Logik und Ästhetik. VDG, Weimar 1994, ISBN 3-929742-35-7
- Bewegen Beschreiben. Theorie zur Filmgeschichte. VDG, Weimar 1995, ISBN 3-929742-63-2
- Ausfahrt nach Babylon. Essais und Vorträge zur Kritik der Medienkultur. VDG, Weimar 2000, ISBN 3-89739-121-X
- Bilder des Wandels. VDG, Weimar 2003, ISBN 3-89739-369-7 (= serie moderner film, Bd. 1)
- Bilder der Endlichkeit. VDG, Weimar 2005, ISBN 3-89739-489-8 (= serie moderner film, Bd. 5)
- Playtime. Münchener Film-Vorlesungen. UVK, Konstanz 2010, ISBN 3-89669-677-7
- Fernsehtheorie zur Einführung. Junius Verlag, Hamburg 2012, ISBN 978-3-88506-692-7
- Essays zur Film-Philosophie. Fink, Paderborn 2015 (zus. mit Oliver Fahle, Vinzenz Hediger, Christiane Voss). ISBN 978-3-7705-5535-2
- Die Fernsehserie als Agent des Wandels. LIT, Münster 2016 (zus. mit Benjamin Beil, Jens Schröter, Herbert Schwaab, Daniela Wentz). ISBN 978-3-643-11612-3
- Thinking Through Television. edited by and with an introduction by Markus Stauff (= Schriften des Internationalen Kollegs für Kulturtechnikforschung und Medienphilosophie. Band 36). Amsterdam University Press, Amsterdam 2019, ISBN 978-90-8964-771-9 (englisch, Originalsprache deutsch, übersetzt durch Anthony Enns).
- Die Relevanz der Irrelevanz. Aufsätze zur Medienphilosophie 2010-2020. Wilhelm Fink, Paderborn 2021, ISBN 978-3-7705-6196-4
- The Switch Image: Television Philosophy. Bloomsbury Academic, London 2021, ISBN 978-1-5013-4929-4
- Das Schaltbild. Philosophie des Fernsehens. Konstanz University Press, Konstanz 2021, ISBN  978-3-8353-9139-0

Herausgeberschaften:
- Der tödliche Augenblick. Wie Hören und Sehen vergeht. Runge, Köln 1989 (Hrsg. mit Bernd Vogelsang).
- Der Film bei Deleuze/Le cinéma selon Deleuze. Verlag der Bauhaus-Universität/Presses des la Sorbonne Nouvelle, Weimar/Paris 1997, ISBN 3-86068-060-9 (Hrsg. mit Oliver Fahle).
- Kursbuch Medienkultur. DVA, Düsseldorf 1999, ISBN 3-421-05310-3, (Hrsg. mit Joseph Vogl et al.).
- Archiv für Mediengeschichte. Verl. d. Bauhaus-Univ., Weimar 2001–2020, ISSN 2629-7590 (Hrsg. mit Bernhard Siegert und Joseph Vogl).
- Das Programm des Schönen. Ausgewählte Beiträge der Stuttgarter Schule zur Semiotik der Künste und der Medien. VDG, Weimar 2002, ISBN 3-89739-315-8 (Hrsg. mit Michael Eckardt in Verbindung mit Elisabeth Walther).
- Das Gesicht der Welt. Medien in der digitalen Kultur. Fink, München 2004, ISBN 3-7705-3944-3 (Hrsg. mit Britta Neitzel).
- Philosophie des Fernsehens. Fink, München 2005, ISBN 3-7705-4154-5 (Hrsg. mit Oliver Fahle).
- Philosophie des Films. Verl. d. Bauhaus-Univ., Weimar 2007, ISBN 3-86068-309-8 (Hrsg. mit Birgit Leitner).
- Zeitschrift für Medien- und Kulturforschung. Meiner Verlag, Hamburg 2009–2020, ISSN 1869-1366 (Hrsg. mit Bernhard Siegert).
- Medien denken. Von der Bewegung des Begriffs zu bewegten Bildern. Transcript, Bielefeld 2010, ISBN 978-3-8376-1486-2 (Hrsg. mit Jiri Bystricky und Katerina Krtilova).
- Körper des Denkens. Neue Positionen der Medienphilosophie. Fink, Paderborn 2013, ISBN 978-3-7705-5529-1 (Hrsg. mit Frank Hartmann und Christiane Voss).
- Mediale Anthropologie. Fink, Paderborn 2015, ISBN 978-3-7705-5799-8 (Hrsg. zus. mit Christiane Voss).
- Bis auf Weiteres. Pinnwand und Serie. Schüren, Marburg 2017, ISBN 978-3-7410-0200-7 (Hrsg. mit Dominik Maeder, Jenas Schröter und Daniela Wentz).
- Medienanthropologische Szenen. Die Conditio Humana im Zeitalter der Medien. Fink Verlag, Paderborn 2019, ISBN 978-3-7705-6197-1 (Hrsg. mit Christiane Voß und Katerina Krtilova).